# Historia UD Salamanca, Años 1950

## Temporada 1950-1951
- La UDS milita en el Grupo sur de la Segunda división, formado por 15 equipos, y al ser un número impar cada semana descansa uno de ellos.
- La 1.ª vuelta del equipo es muy irregular, pero consiguen remontar la situación en la 2.ª vuelta acabando en la 2.ª posición de la tabla. La Unión juega la liguilla de ascenso en un Grupo formado por: Las Palmas, Málaga, Murcia, Sabadell y Zaragoza. El papel del equipo es muy irregular y el equipo acaba último, ganando solo un partido en casa.
- La plantilla está formada en su gran mayoría por estudiantes universitarios.
- Manuel Rosell de la Peña es el nuevo presidente del club y Mr. Bagge el nuevo entrenador del equipo.

## Temporada 1951-1952
- Temporada muy irregular en la que el equipo acaba 7.ª.
- Como anécdota, en febrero del 1952, la UDS gana al Melilla por 2-3, provocando que solo hubiera un acertante de catorce en la quiniela, cuyo ganador invita a todos los del club a una cena en Extremadura.
- En abril los jugadores son convocados a unos ejercicios espirituales para templar el alma en los días cuaresmales.
- Renovación total de la junta y Juan Antonio Martín Sendín elegido nuevo presidente. La situación económica que atraviesa el club es delicada.
- Los socios del club proponen que el equipo lleve en su equipación algún detalle que aluda a la ciudad de Salamanca, ya sea la camiseta morada como el pendón de la ciudad o alguna franja de ese color. La U.D. Española vestía con camiseta blanca y calzón celeste.

## Temporada 1952-1953
- La UDS esta vez milita en el Grupo norte de la Segunda división, lo que supone al club ahorrar dinero en los desplazamientos. En cambio, este Grupo era más fuerte en cuanto a rivales y el equipo acaba 13.º.
- Dimite Juan Antonio Martín Sendín y se estudia la posibilidad de convertirse en el filial de algún club de Primera división para disminuir los gastos.
- El equipo juega la liguilla de permanencia en un Grupo formado por: Sestao, Cultural, Torrelavega y Mataró. El equipo comienza bien, pero va de más a menos y queda en penúltima posición y desciende a Tercera división.
- 22 de octubre de 1952: En una reunión de la Junta Directiva se crea el filial, Club Deportivo Salmantino, donde militarán los jugadores de la UDS que no lo hacen habitualmente en el primer equipo.

## Temporada 1953-1954
- Un equipo catalán renuncia y la UDS es invitada por la Federación para ocupar su plaza en la categoría de plata.
- El equipo, que solo gana un partido fuera del Calvario, hace una campaña desastrosa quedando 15.º y desciende directamente a Tercera división de nuevo.
- Francisco García Revillo es elegido nuevo presidente.
- Marzo de 1954: se lleva a cabo la idea de introducir equipos de Baloncesto, Balonmano, Hockey, Atletismo o Rugby, pero los resultados económicos no son los esperados.

## Temporada 1954-1955
- Se renueva la plantilla, que la forman en su mayoría jugadores de la cantera, y se contrata como técnico a Manuel Soler, cuyo proyecto tendría continuidad.
- El equipo queda 2.º en el grupo XV, formado por equipos leoneses y castellanos.
- En la liguilla de ascenso la UDS acaba en 4.º lugar, por lo que no se consigue el objetivo de ascender.

## Temporada 1955-1956
- Se mantiene la base de jugadores, así como el entrenador y el presidente.
- El AA. Salesianos ya no milita en el Grupo XV de la Tercera división, pero otro equipo charro ocuparía esa plaza: el Béjar Industrial.
- El equipo golea en el Calvario y no pierde ningún punto en su feudo, lo que ayuda a conseguir el primer puesto en la clasificación. Fuera de casa el equipo se muestra muy regular y pierde solo cuatro partidos.
- En la liguilla de ascenso, aunque se tuvo varias jornadas el objetivo, en la última Jornada el equipo pierde 1-0 contra el Atlético Palentino en la Balastera, lo que le supone quedar 4.º, a dos puntos de ascender.

## Temporada 1956-1957
- La UDS milita en el Grupo XIV de la Tercera división, formado por 18 equipos de la región. En el Grupo militan otros cuatro equipos de la provincia: AA. Salesianos, Salmantino, Béjar Industrial y Ciudad Rodrigo.
- La Unión de Manuel Soler consigue el 1.º puesto en la Jornada décima y ya no lo abandonaría hasta el final.
- La liguilla de ascenso a Segunda división, es sustituida por eliminatorias. La UDS empata sin goles con el Basconia en el Calvario y en el partido de vuelta el equipo vasco gana por un gol a cero.
- Aunque el C.D. Salmantino fuera el filial de la Unión Deportiva Salamanca, cabe destacar, que presentaba total independencia por tener una directiva propia.
- Elegida nueva Junta Directiva con Ricardo Sánchez Martínez como presidente del club.
- Miche, canterano de la UDS es fichado por el campeón de Europa, el Real Madrid, aunque jugaría cedido en la Unión durante toda la temporada.

## Temporada 1957-1958
- Se amplían los grupos a 20 equipos y la UDS milita en el Grupo XIII de la Tercera división, formado por equipos de León, Extremadura y Castilla la Vieja. El equipo acaba 3.º, pero sabe a poco ya que no da derecho a jugar las eliminatorias de ascenso.
- La Federación reclama al club, por enésima vez, el pago de sus deudas, que ascenderían a 300.000 pesetas, (1803 € aproximadamente). Es el gobernador civil quien intercede y consigue que la UDS continúe viva.
- Debido al mal juego del equipo, se crean suscripciones populares en distintos bares de la ciudad para recaudar dinero y así incentivar a los jugadores.
- Dámaso Sánchez de Vega llega a la presidencia a mediados de enero.
- 28 de junio de 1958: El equipo de aficionados, formado por los jugadores que no solían ser convocados por Soler, consigue el logro de alzarse con la Copa de España de Aficionados al vencer Azcoyen 5-2 en el Metropolitano de Madrid. El equipo es recibido en honor de multitudes en la Plaza Mayor de la ciudad.

## Temporada 1958-1959
- El equipo queda 2.º y alcanza la promoción a Segunda división con facilidad.
- En la 1.ª eliminatoria, la UDS juega contra el Caudal y supera la eliminatoria en casa ganando 2-0 después de haber perdido 1-0 en la ida. En la siguiente ronda la UDS se enfrenta al Turista, con el que pierde en Vigo 6-1, resultado que no fue remontado en el Calvario al ganar solo 2-1.
- 31 de mayo: El entrenador, Soler, se desvincula del equipo y se hace cargo Eusebio Fuentes.
- 21 de junio: El equipo de aficionados gana al Zeltia 4-0 en Madrid y se proclama de nuevo campeón de la Copa de España de Aficionados.

## Temporada 1959-1960
- La UDS consigue el 2.º puesto con 41 puntos y 80 goles a favor.
- La 1.ª eliminatoria de la promoción es contra el Torrelavega, la cual, a pesar de perder el primer encuentro, es superada por los charros al imponerse por 8-0 en la vuelta disputada en el Calvario. La 2.ª eliminatoria es contra el Felguera, y el equipo pierde el primer partido 3-0 pero, siete días después, la UDS remonta la eliminatoria en el Calvario con un contundente 6-0. Se consigue así pasar a la 3.ª eliminatoria de la promoción de ascenso, la última.
- El 19 de junio el Deportivo Alavés se enfrenta a la UDS en el Calvario, y los charros se imponen 2-0. En la vuelta, el equipo empata a uno en Mendizorroza, consiguiendo así el ascenso a Segunda división.

| Predecesor: Años 1940 | Historia de la Unión Deportiva Salamanca Años 1950 | Sucesor: Años 1960 |

- Datos: Q5898867